# The Nylon Curtain
The Nylon Curtain es el octavo álbum de estudio de Billy Joel. Fue lanzado por CBS en 1982 y producido por Phil Ramone.
Llegó al puesto 7 en el Billboard 200 en 1982, con dos millones de ventas en los Estados Unidos solamente. Fue uno de los primeros álbumes en ser grabado, mezclado y masterizado digitalmente.

## Trasfondo
El álbum se incluye entre los esfuerzos más ambiciosos de Joel, y él ha admitido públicamente que es uno de sus favoritos, llamándolo "la grabación de la que estoy más orgulloso y el material del que estoy más orgulloso". Al grabar el álbum, él dijo en una entrevista que él quería "crear una obra maestra sonora". Joel pasó más tiempo en el estudio, creando el sonido del álbum, que en cualquier otro de sus álbumes. Él dijo que el proceso de crear el álbum fue "exhaustivo". Varios críticos interpretaron el álbum como un homenaje a la música de The Beatles, y el recientemente (para entonces) fallecido John Lennon.
El saxofonista y multi-instrumentalista Richie Cannata abandonó la banda antes de las grabaciones, por lo que Joel, el bajista Doug Stegmeyer, baterista Liberty DeVitto y guitarristas David Brown y Russell Javors grabaron el álbum ellos mismos en su mayoría, haciéndolo el primer álbum desde Streetlife Serenade en no incluir un saxofonista regular, aunque Eddie Daniels toca el saxofón en la canción de cierre «Where's the Orchestra?» junto a Charles McCraken en cello y Dominic Cortese en acordeón. El saxofonista y multi-instrumentalista Mark Rivera, previamente miembro de la banda Tycoon, se unió a la banda para reemplazar a Cannata en el Nylon Curtain Tour y sigue en la banda hasta hoy en día.
Con respecto a los temas del álbum, Joel ha mencionado que "era durante los años de Reagan, y los menguantes horizontes de Estados Unidos en esa época [significó que] de repente no ibas a heredar [el estilo de vida] de tu viejo". Este pesimismo con el sueño americano, en la visión de Joel, se impregnó en muchas de las canciones del álbum. Joel también ha dicho que el tema del álbum era "un dilema americano, específicamente de las personas nacidas después de la Segunda Guerra Mundial". También ha dicho que aunque no da soluciones al dilema, él "esperaba que el disco hable para alguien de aquel rango de edad, al menos para unirnos todos como personas, como una entidad".
La canción «Allentown», que trajo atención a la situación del declive de la industria de acero en Estados Unidos, pasó sin precedentes unas 6 semanas en el puesto 17 del Billboard Hot 100 a inicios de 1983.
Chuck Klosterman, periodista de cultura pop, alabó algunas canciones del álbum, específicamente «Laura» y «Where's the Orchestra?», en su libro Sex, Drugs, and Cocoa Puffs.

## Lista de canciones
Todas las canciones por by Billy Joel.
| N.º | Título                   | Duración |  |
| 1.  | «Allentown»              | 3:52     |  |
| 2.  | «Laura»                  | 5:05     |  |
| 3.  | «Pressure»               | 4:40     |  |
| 4.  | «Goodnight Saigon»       | 7:04     |  |
| 5.  | «She's Right on Time»    | 4:14     |  |
| 6.  | «A Room of Our Own»      | 4:04     |  |
| 7.  | «Surprises»              | 3:26     |  |
| 8.  | «Scandinavian Skies»     | 6:00     |  |
| 9.  | «Where's the Orchestra?» | 3:17     |  |